# Triana (Alabama)
Triana é uma cidade  localizada no estado americano de Alabama, no Condado de Madison.

## Demografia
Segundo o censo americano de 2000, a sua população era de 458 habitantes.
Em 2006, foi estimada uma população de 479, um aumento de 21 (4.6%).

## Geografia
De acordo com o United States Census Bureau, a localidade tem uma área de 3,3 km², sem área coberta por água. Triana localiza-se a aproximadamente 190 m acima do nível do mar.

## Localidades na vizinhança
O diagrama seguinte representa as localidades num raio de 24 km ao redor de Triana.